# Borgen Güssing

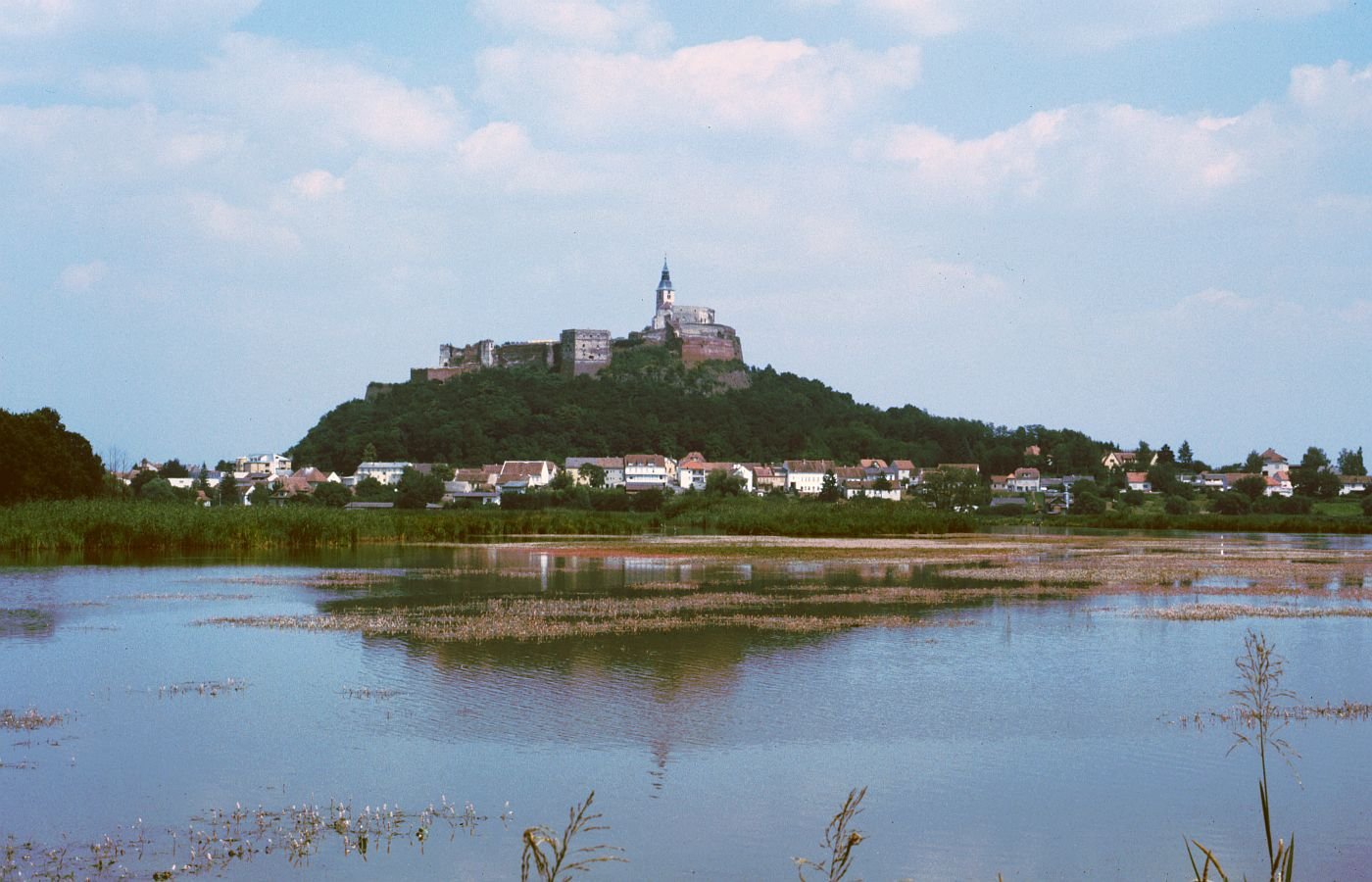

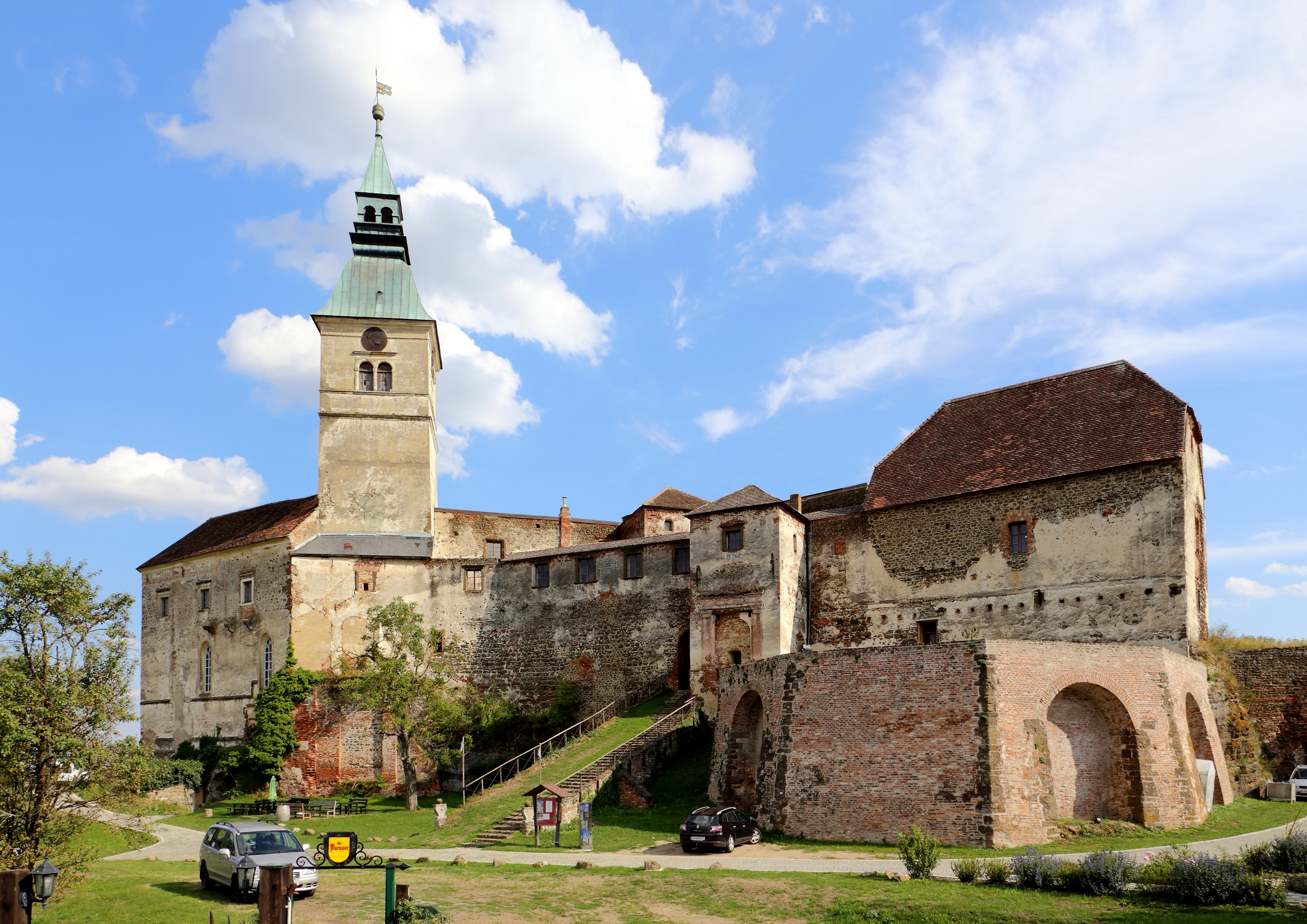

Borgen Güssing är en medeltida borg vid staden Güssing i det österrikiska förbundslandet Burgenland. Borgen tronar över staden på en brant vulkankägel. 

## Historia
Borgen omnämndes för första gången 1157 när den ungerska kungen Géza II förlänade bergen Quizun åt greve Wolker av Wildon. Denne lät bygga en träborg och grundade ett benediktinkloster vid fästningsbergets fot. 
Kung Béla III drog in Güssing vid slutet av 1100-talet och lät - i mitten av 1200-talet - bygga ut fästningen till en mäktig stenborg vilken ingick i fästningsbältet längs den ungerska västgränsen. 1270 övergick fästningen i greven Hedes ägo (hädanefter grevar av Güssing) som började byggde ut sin maktposition och förvärvade borgar, gods och byar i Västungern. Det ledde så småningom till konflikter med både den ungerska kungen och grannarna, habsburgarna. I en militär uppgörelse lyckades habsburgarna att inta Güssing år 1289. Efter fredsförhandlingar lämnades borgen tillbaka två år senare. Men på 1320-talet reste sig grevarna av Güssing mot den ungerska kungen. 1327 föll borgen i kungens händer och förblev kunglig egendom fram till 1391.
Borgen övergick i familjens Ujlakis ägo, en adelssläkt från Siebenbürgen. De förstärkte borgens försvarsanläggningar. 1451 valdes kejsar Fredrik III till ungersk kung i Güssing. Under de följande krigshandlingarna mellan habsburgarna och kungen Matthias Corvinus belägrades borgen flera gånger, men motstod alla attacker. 
Först efter att släkten Ujlaki hade slocknat övergick borgen i familjen Batthyánis ägo och förblev i deras ägo fram till idag. Borgen byggdes ut till en av de starkaste fästningarna i Västungern för att klara hoten under de osmanska krigen på 1500- och 1600-talen. Först under andra hälften av 1700-talet förlorade Güssing sin militära betydelse. 

## Borgen idag
Borgen är öppen för besökare. Den inrymmer ett borgmuseum med mer än 5000 föremål ur borgens historia. 
På borgen ges teaterföreställningar, konserter m m. Sedan 1994 anordnas även ”Güssings borgspel” på sommaren